# Civetona
La civetona es una cetona endocíclica y uno de los ingredientes de perfumería más antiguos que se conocen. Es una feromona producida por la civeta africana (Civettictis civetta). Tiene un fuerte olor a almizcle que se vuelve agradable a altas diluciones.  La civetona está relacionada químicamente con la muscona, el principal compuesto que se encuentra en el almizcle. Hoy en día, la civetona puede ser sintetizada a partir de precursores encontrados en el aceite de palma.